# 霍恩洛厄島
81°42′N 58°30′E / 81.700°N 58.500°E

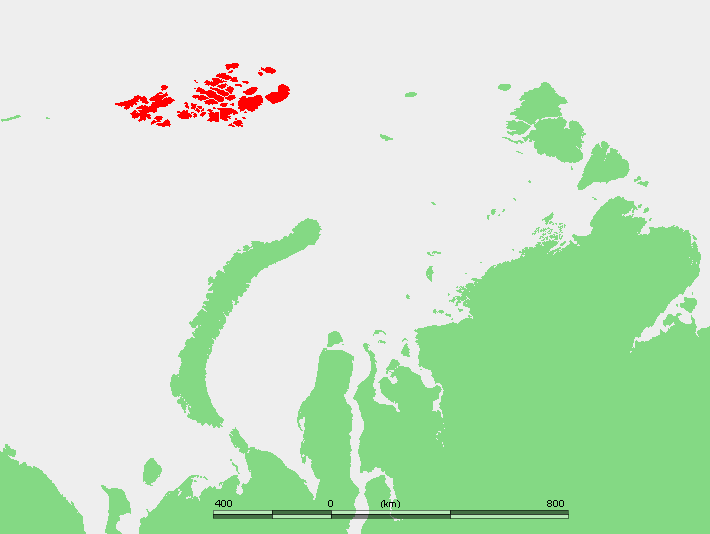

霍恩洛厄島是俄羅斯的島嶼，屬於法蘭士約瑟夫地群島的一部分，由阿爾漢格爾斯克州負責管轄，位於魯道夫島和卡爾亞歷山大島之間，長6公里，面積38平方公里。